# Widex

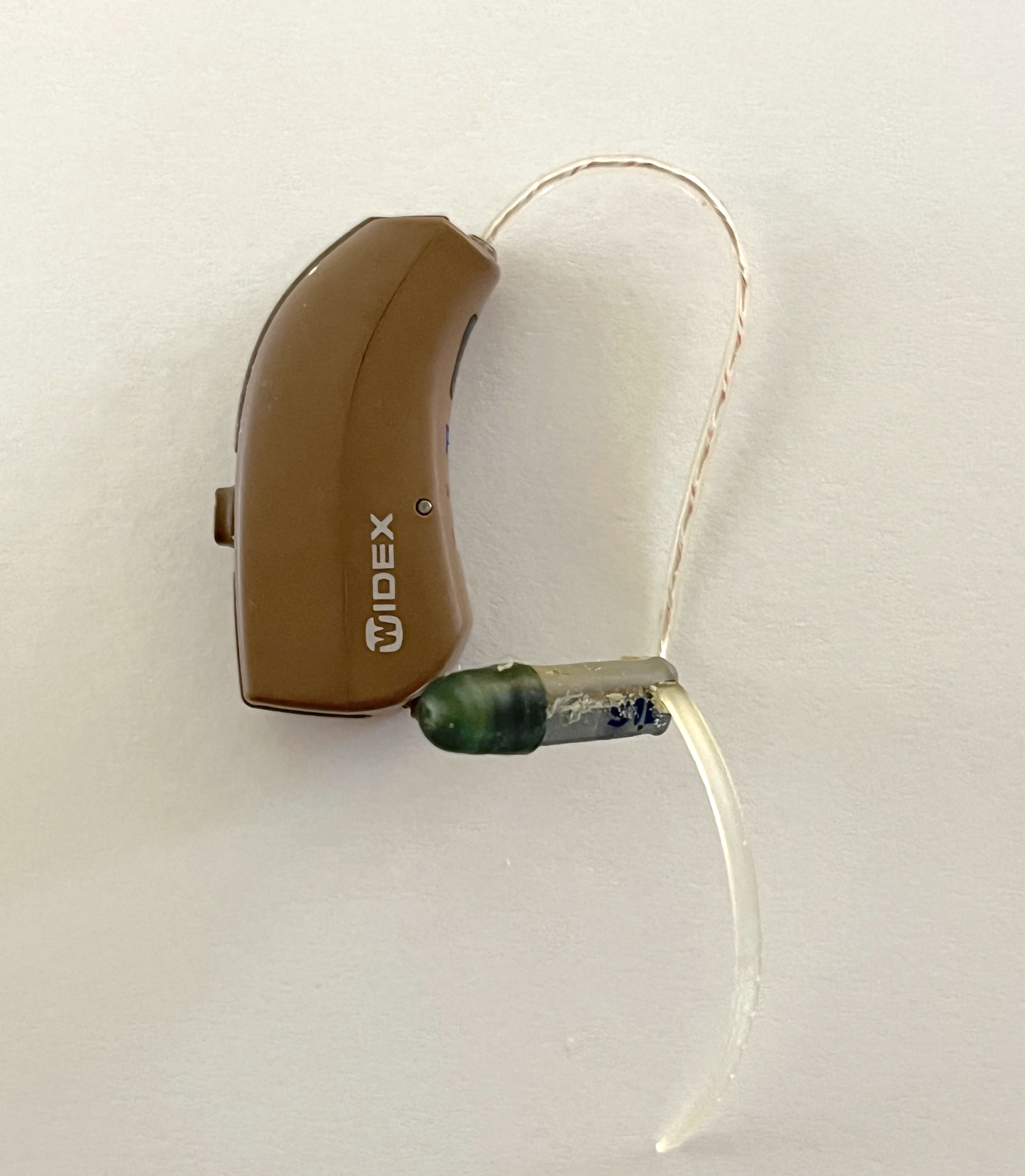

A Widex é o sexto maior fabricante de aparelhos auditivos do mundo. Em colaboração com pesquisadores e especialistas em audiologia internacionais, a empresa desenvolveu uma ampla gama de aparelhos auditivos digitais. Eles introduziram o primeiro aparelho auditivo 100% digital em 1995, com base no modelo de pesquisa desenvolvido pela Oticon no mesmo ano.
A empresa dinamarquesa foi fundada em 1956 pelas famílias Tøpholm e Westermann e ainda é de propriedade de parentes dos fundadores originais da empresa. O presidente e CEO da Widex é Jørgen Jensen, que foi nomeado em 2013. Os aparelhos auditivos Widex são vendidos em quase 100 países e a empresa emprega aproximadamente 3.800 pessoas em todo o mundo.
A nova sede da Widex está localizada no município de Allerød, na Dinamarca, ao norte de Copenhague . A nova sede utiliza água subterrânea para resfriamento no verão e aquecimento no inverno. A Widex também colocou uma turbina eólica geradora de energia ao lado do edifício. 
Em 2018, a Widex e a Sivantos (proprietária da Signia, Rexton, TruHearing, Audibene, HearUSA e Hear.com) anunciaram uma fusão de US$ 8 bilhões, criando o terceiro maior conglomerado auditivo do mundo. A Widex também lançou seu mais novo produto, o Widex Evoke, que é o primeiro aparelho auditivo a incorporar a tecnologia de aprendizado de máquina.
Desde 1 de março de 2019, a Widex faz parte da WS Audiology, uma empresa formada pela fusão da Sivantos, anteriormente ligada à Siemens (até 2015) e à Widex, sediada em Lynge / Dinamarca.